# Phare du Cap Santiago
Le phare du Cap Santiago  est un phare situé sur le Cap Santiago, à Calatagan dans la province de Batangas aux Philippines.
Le phare a été érigé lors de la colonisation espagnole et fait désormais partie du patrimoine culturel philippin  comme Important Cultural Property (Philippines) (en) .
Ce phare géré par le Maritime Safety Services Command (MSSC) , service de la Garde côtière des Philippines (Philippine Coast Guard ).

## Histoire
Le Cap Santiago (en espagnol :Cabo Santiago, en philippin :Kabo Santiago) est le point sud-ouest de l'île de Luçon  en mer de Chine méridionale. Il est situé à l'ouest de la baie de Balayan, à environ 7 km au sud-est du port de Calatagan.

## Description
C'est un phare très ancien, mis en service le 15 décembre 1890 sous la colonisation espagnole. C'est une tour ronde en maçonnerie, avec galerie en lanterne, de près de 16 m de haut. Le phare est peint en blanc ainsi que la maison de gardien. Il émet, à une hauteur focale de 27 m, deux éclats blancs toutes les 10 secondes.
Il est actuellement dans un état détérioré avec sa source de lumière originale manquante, remplacée par une lanterne moderne automatique blanche en aluminium offerte par l'Agence de coopération internationale du Japon et a dû être restauré par la Philippine Coast Guard.
Identifiant : ARLHS : PHI-078 ; PCG-.... - Amirauté : F2614 - NGA : 14244 .
|                                      |
| Localisation de Calatagan (Batangas) |

### Lien connexe
- Liste des phares aux Philippines